# Wielobycz
Wielobycz – wieś w Polsce położona w województwie lubelskim, w powiecie krasnostawskim, w gminie Gorzków. Przez miejscowość przepływa rzeka Żółkiewka, dopływ Wieprza.
Nazwa wsi pochodzi od staropolskiego imienia Wielebyt.
W latach 1975–1998 miejscowość administracyjnie należała do województwa zamojskiego.
Wieś stanowi sołectwo gminy Gorzków. Według Narodowego Spisu Powszechnego (III 2011 r.) wieś liczyła 130 mieszkańców.
Wierni Kościoła rzymskokatolickiego należą do parafii św. Stanisława Biskupa i Męczennika w Gorzkowie.